# Кублицкий-Пиоттух, Франц Феликсович
Франц Фе́ликсович Кубли́цкий-Пиотту́х (29 января 1860 — 27 января 1920, Петроград) — русский военный деятель, генерал-лейтенант (1915). Участник 1-й Мировой войны (1914—1918). 
Отчим крупнейшего представителя русского символизма А. А. Блока.

## Биография
По национальности — поляк, католического вероисповедания. 
Образование получил в Михайловском Воронежском кадетском корпусе. В службу вступил 1 сентября 1876 года. Окончил 2-е военное Константиновское училище. Выпущен подпоручиком (ст. 16 апреля 1878 года) с прикомандированием к л-гв. Гренадёрскому полку.
Переведён в полк чином прапорщика гвардии (ст. 16.04.1878). Подпоручик (ст. 22.05.1877), поручик (ст. 01.01.1885). С 1889 года — муж писательницы А. А. Бекетовой, отчим поэта Александра Блока.
Штабс-капитан (ст. 05.04.1892). Капитан (ст. 06.12.1896). Командовал ротой 6 л. 4 м 22 д.; батальоном 6 л. 10 м 28 д. Полковник (ст. 14.04.1902). Командир Онежского пехотного полка (28.06.1907 — 12.02.1911).
Генерал-майор (пр. 1911; 12.02.1911; за отличие). Командир 1-й бригады 9-й пехотной дивизии (12.02.—15.08.1911). Командир 2-й бригады 37-й пехотной дивизии (с 15.08.1911). Участник 1-й мировой войны. В 21.08.1915 — 15.04.1917 в чине генерал-лейтенанта командовал 2-й Финляндской стрелковой дивизией. А. А. Блок подарил отчиму свою книгу «Стихи о России» (1915) с автографом: «Милому Францику, обреченному быть на этой пошлой войне. А. Б».
В 1918—1920 жил с женой в Петрограде; умер там же от воспаления лёгких. Похоронен на Смоленском кладбище.

## Награды
- Орден Св. Станислава 3-й ст. (1896)
- Орден Св. Анны 3-й ст. (1899)
- Орден Св. Станислава 2-й ст. (1902)
- Орден Св. Анны 2-й ст. (1905)
- Орден Св. Владимира 3-й ст. (1913)
- Мечи к ордену Св. Владимира 3-й ст. (09.09.1915)
- Орден Св. Станислава 1-й ст. с мечами (ВП 06.05.1916)
- Орден Св. Анны 1-й ст. с мечами (08.09.1916)